# Matt Weitzman
Matt Weitzman er en amerikansk producer, manuskriptforfatter og tegnefilmsdubber, bedst kendt som skaber af den animerede komedieserie American Dad! sammen med Seth MacFarlane og Mike Barker. Han har desuden fungeret som manuskriptforfatter, tegnefilmsdubber og producer på Family Guy.